# Freedom – Live Sopot 1978
Freedom – Live Sopot 1978 - płyta zespołu SBB wydana w 2002 roku przez wydawnictwo Silesia stanowiąca zapis z koncertu w Operze Leśnej w Sopocie z 27 sierpnia 1978 roku.
Materiał z tego koncertu został odnaleziony na strychu należącym do Józefa Skrzeka, a przed wydaniem odpowiednio oczyszczono jego barwę.
Do albumu dołączono książeczkę zawierającą wypowiedzi wielu znanych osób nt. SBB (m.in. Marek Piekarczyk czy Małgorzata Ostrowska), a także rozpiski koncertów, kserokopie artykułów, listów, kontraktów.

## Lista utworów
1. Walkin' Around The Stormy Bay ─ (Skrzek) [06:28]
2. Going Away (Skrzek, Milik, Brodowski): Freedom With Us - 3rd Reanimation - Going Away - (Żywiec) Mountain Melody ─ [28:58]
3. Silver Rain ─ (Skrzek) [08:10]
4. Follow My Dream (Skrzek, Brodowski, Matej): Wake Up - In The Cradle Of Your Hands (Song For Father) - Growin' - Follow My Dream ─ [26:52]

## Twórcy
- Józef Skrzek – wokal, gitara basowa, instrumenty klawiszowe
- Apostolis Anthimos – gitara, buzuki, perkusja
- Jerzy Piotrowski – perkusja, instrumenty perkusyjne